# William West, I barone De La Warr
William West, I barone De La Warr (1520 – 30 dicembre 1595), è stato un nobile inglese di seconda investitura.
Era nipote e venne adottato da Thomas West, IX barone De La Warr. William West era il primogenito di George West, terzo di quattro fratelli, e di Elizabeth Morton, figlia di George Morton di Lechlade. Il 1º febbraio 1550 venne accusato di aver avvelenato suo zio, e venne privato di tutti i titoli nobiliari. Suo zio morì quattro anni dopo, per quanto si sa di cause naturali. William West fu condannato per tradimento nel 1556, per aver collaborato alla trama di John Dudley, I duca di Northumberland contro Maria la sanguinaria. (Egli sostenne di essere un pari d'Inghilterra e che avrebbe dovuto essere processato dalla House of Lords; ma non venne ascoltato.).

## Biografia
Fu un capitano all'assedio di San Quintino nel 1557. Nel 1563, venne reintegrato nei ranghi della nobiltà inglese (per i suoi diritti di discendenza); venne fatto cavaliere e nominato barone De La Warr, il 5 febbraio 1570. Come Lord, prese parte ai processi contro Thomas Howard, IV duca di Norfolk e dopo, suo figlio, in quello contro Philip Howard, XX conte di Arundel.
Fu un nobile di prima nomina, ma i suoi discendenti acquisirono i diritti di nobiltà risalenti al 1299, per aver ereditato il titolo dello zio Thomas West nono barone De La Warr. Per le nuove regole della House of Lords, il titolo di suo zio Thomas era decaduto nel passaggio dalle figlie del secondo zio di William West, Sir Owen West ai successori; comunque, secondo i record della nobiltà inglese, queste regole erano risalenti all'epoca medioevale. Quello che sembra chiaro è comunque che gli storici moderni, ma non tutti, sostengono la discendenza dal titolo antico, piuttosto che la nuova creazione, per cui William sarebbe da considerare il decimo barone De La Warr.